# B.I
B.I（ビー アイ、本名：김한빈、キム・ハンビン、1996年10月22日 - ）は韓国のラッパー、歌手、ソングライター、音楽プロデューサー。iKONの元リーダー。

## 概要
iKONのメンバーだった頃はリーダーを務め、グループの曲の制作にはほとんど参加していた。
2019年にグループを脱退した後も、2021年からソロアーティストとして活動している。

## 略歴
2009年、B.IはMCモンのシングル「Indian Boy」のプロモーションに出演し、ライブパフォーマンスやテレビ番組『You Hee-yeol's Sketchbook』へのラッパーの伴奏などをした。彼はまた、この曲のミュージックビデオに出演し、MCモンの別の曲「Horror Show」のミュージックビデオにも出演した。
2013年、Mnetで放送されたサバイバル番組『WIN-Who Is Next?』に「TEAM B」のメンバーとして出演。後にWINNERとしてデビューする「TEAM A」とデビューを賭けて争い、結果はTEAM Aが勝利した。敗北したTEAM BはYGエンターテインメントの下に練習生として戻った。
2014年6月、TEAM Bのメンバーとしてサバイバル番組『MIX & MATCH』に出演。その番組の結果、TEAM Bの全メンバーと当時子役だったCHANWOO（チャヌ）が「iKON」としてデビューすることが決まった。
2014年10月21日にリリースされたEPIK HIGHのアルバム「SHOEBOX」に収録曲されている「BORN HATER」にBeenzino、Verbal Jint、WINNERのMINO、iKONのBOBBYと共に参加。また、同年のMnet Asian Music Awardsで「BORN HATER」を披露した。
2015年9月15日にiKONのリーダーとしてデビューし、シングル「MY TYPE」をリリース。
2018年1月25日にリリースされたiKONのアルバム「RETURN」に、自身のソロ曲「ONE AND ONLY」が収録された。
2019年6月12日、薬物使用疑惑によりiKONからの脱退およびYGエンターテインメントとの専属契約の解除が決定したことが発表される。
2021年6月1日にアルバム「WATERFALL」でソロデビュー。
同年9月10日、ソウル中央地裁にて薬物使用の罪で懲役3年、執行猶予4年を宣告された。さらに社会奉仕活動80時間、薬物治療受講40時間、追徴金150万ウォンの命令も下された。
2024年3月13日にミニアルバム「ただいま」で日本デビュー。

## 作品

### 韓国

#### シングル
|   | 発売日         | タイトル                     | 備考                                   |
| - | -------------- | ---------------------------- | -------------------------------------- |
| 1 | 2015年11月16日 | 이리오너라 (ANTHEM)          | B.I&BOBBY 名義                         |
| 2 | 2021年5月14日  | Got It Like                  | B.I x Destiny Rogers x Tyla Yaweh 名義 |
| 3 | 2021年10月1日  | Lost At Sea (Illa Illa 2)    | B.I x Bipolar Sunshine x Afgan 名義    |
| 4 | 2022年5月13日  | BTBT (feat. DeVita)          | B.I x Soulja Boy 名義                  |
| 5 | 2022年6月27日  | lullaby                      | B.I x Chuu 名義                        |
| 6 | 2023年4月27日  | TTM                          | B.I x Sik-k x REDDY 名義               |
| 7 | 2023年9月29日  | 4 Letters (feat. James Reid) |                                        |
| 8 | 2024年5月20日  | Tasty                        |                                        |

#### シングルアルバム
|   | 発売日        | タイトル                       |
| - | ------------- | ------------------------------ |
| 1 | 2021年3月19日 | Midnight Blue (LOVE STREAMING) |

#### アルバム
|   | 発売日       | タイトル   |
| - | ------------ | ---------- |
| 1 | 2021年6月1日 | WATERFALL  |
| 2 | 2023年6月1日 | TO DIE FOR |
| 3 | 2025年6月1日 | WONDERLAND |

#### ミニアルバム
|   | 発売日         | タイトル              |
| - | -------------- | --------------------- |
| 1 | 2021年11月11日 | COSMOS                |
| 2 | 2022年11月18日 | Love or Loved, Part.1 |
| 3 | 2023年11月10日 | Love or Loved, Part.2 |

#### その他のソロ曲
| 発売日        | 曲名         | 収録作品                  |
| ------------- | ------------ | ------------------------- |
| 2014年8月8日  | BE I         | Shom Me the Money3 Part 1 |
| 2018年1月25日 | ONE AND ONLY | RETURN                    |

### 日本

#### ミニアルバム
|   | 発売日        | タイトル |
| - | ------------- | -------- |
| 1 | 2024年3月13日 | ただいま |

## 公式サイト
- 韓国公式サイト（朝鮮語）
- 日本公式サイト（日本語）
- 김한빈 (@shxx131bi131) - X（朝鮮語）
- B.I Official (@BI_131official) - X（朝鮮語）
- B.I JAPAN OFFICIAL (@bijapanofficial) - X（日本語）
- B.I (@shxxbi131) - Instagram（朝鮮語）